# Parafia Wniebowzięcia Najświętszej Maryi Panny w Potoku-Stanach
Parafia Wniebowzięcia NMP w Potoku-Stanach - parafia rzymskokatolicka znajdująca się w diecezji sandomierskiej w dekanacie Modliborzyce. Parafia została założona 30 września 1984 roku  przez  biskupa Bolesława Pylaka.
Do parafii należą wierni z miejscowości: Potok Stany, Dąbrowica, Stany Nowe, Dąbrówka, Popielarnia, Osinki i Potok-Stany Kolonia.